# Metro de Núremberg
El Metro de Núremberg (en alemán  U-Bahn) es el sistema de ferrocarril metropolitano que brinda servicio a la ciudad de Núremberg. Es el cuarto sistema de transporte metropolitano por extensión en Alemania, después de los metros de Berlín, Hamburgo y Múnich. Actualmente, dos de las líneas (U2 y U3) son completamente automatizadas y utilizan trenes sin conductor.

## Líneas
| Línea | Trayecto                               | Inauguración | Longitud (km) | Estaciones |
| U1    | Fürth Hardhöhe - Langwasser Süd        | 1972         | 18,5          | 27         |
| U2    | Röthenbach - Flughafen                 | 1984         | 13,2          | 16         |
| U3    | Großreuth bei Schweinau - Nordwestring | 2008         | 9,2           | 14         |

## Fotos

Estaciones
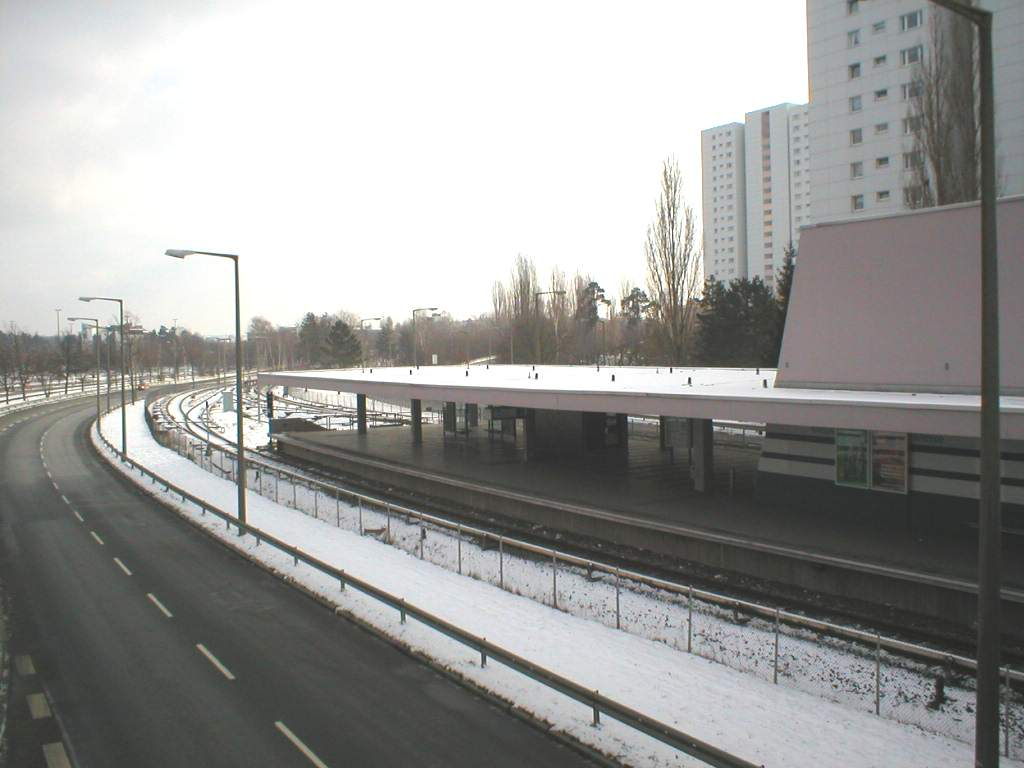
Messe (1972)
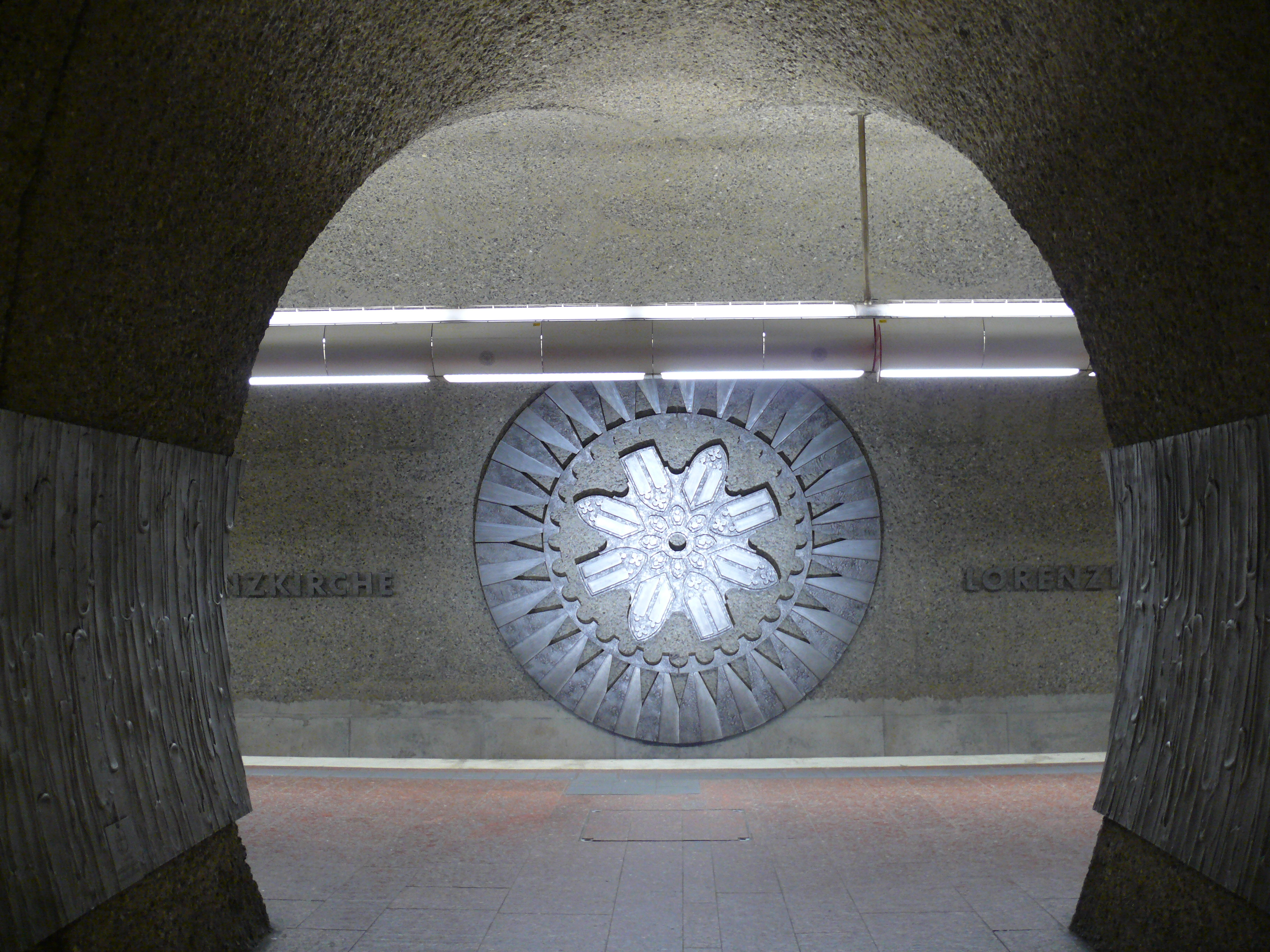
Lorenzkirche (1978)
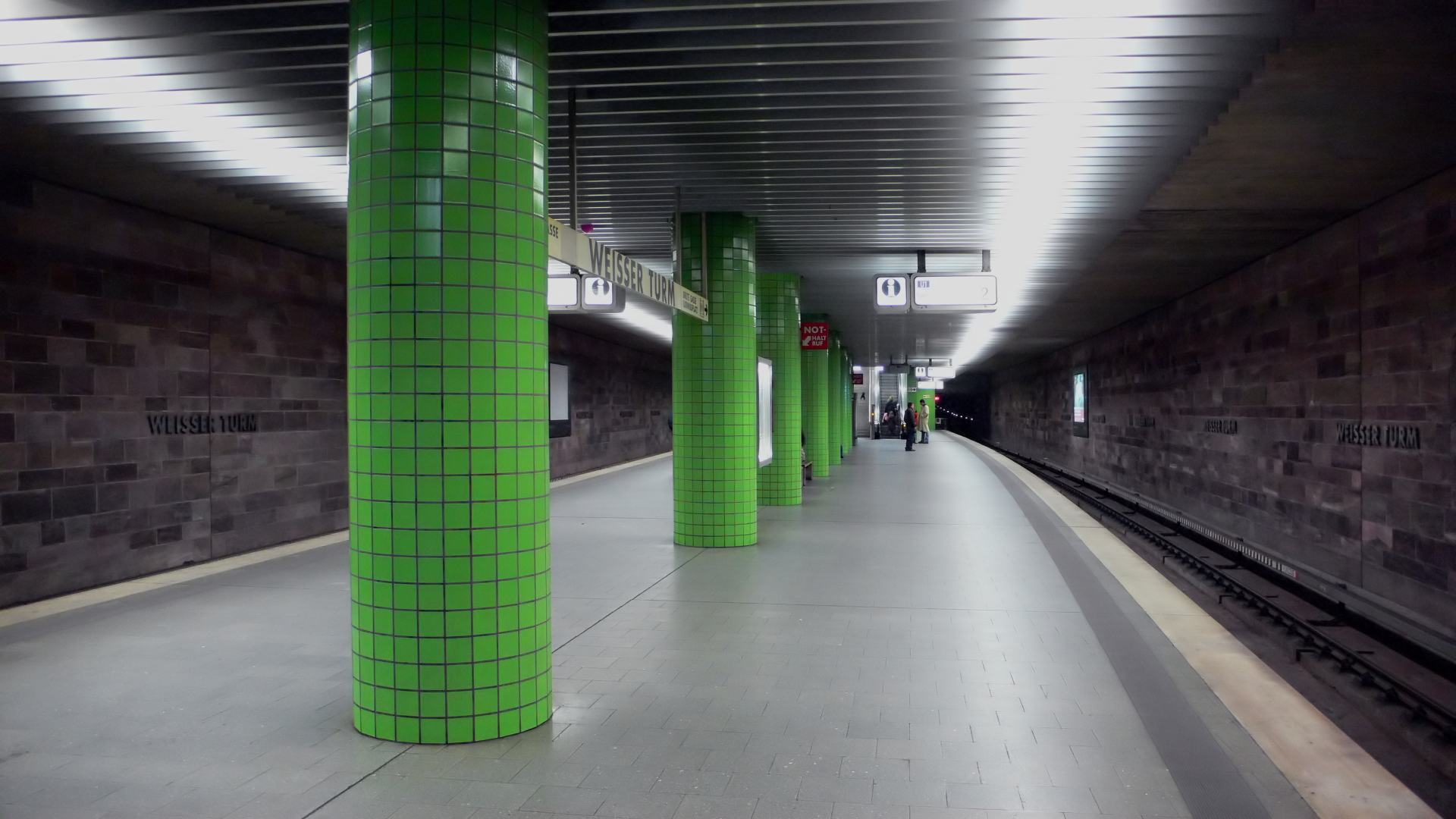
Weißer Turm (1978)
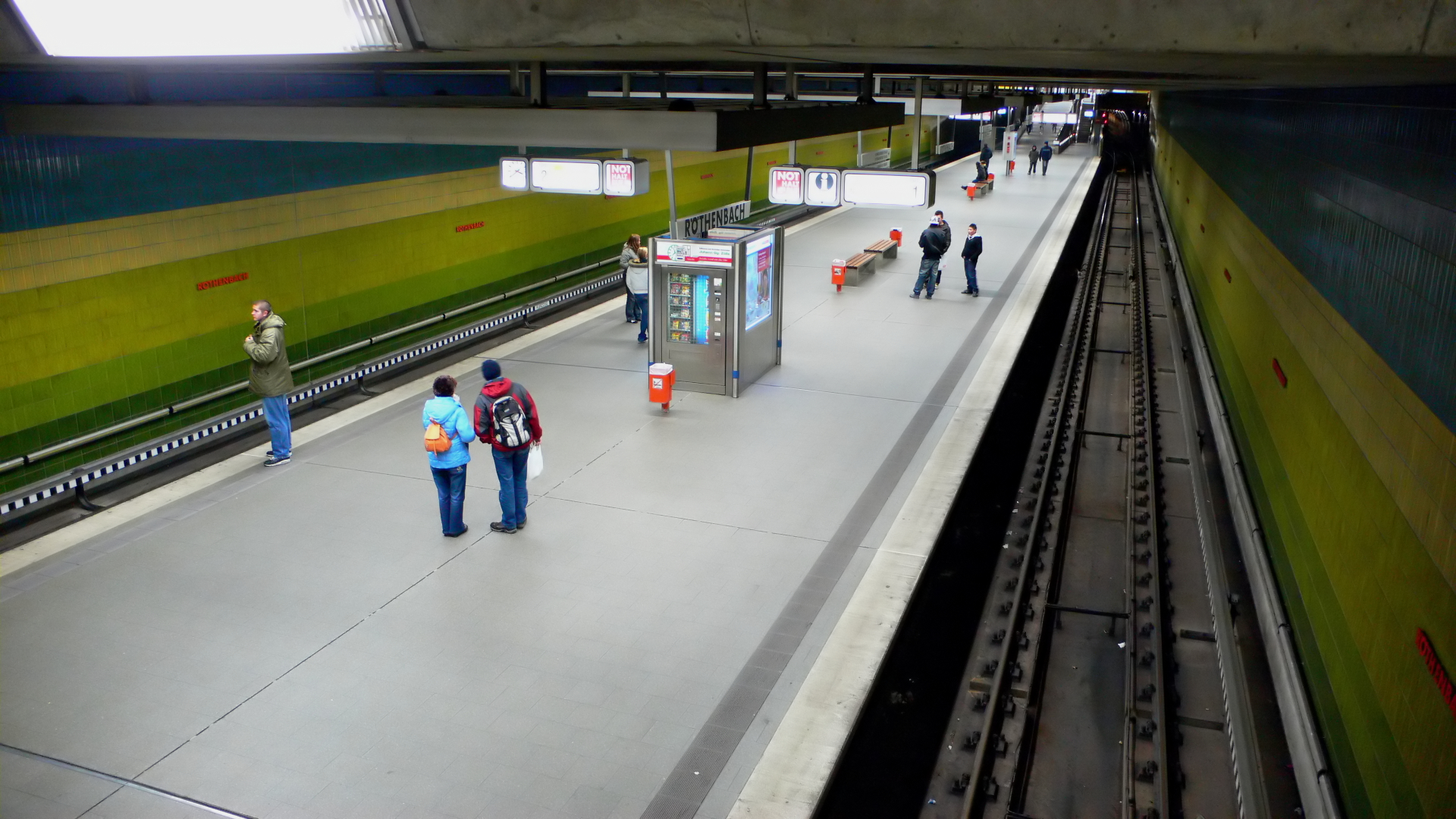
Röthenbach (1986)
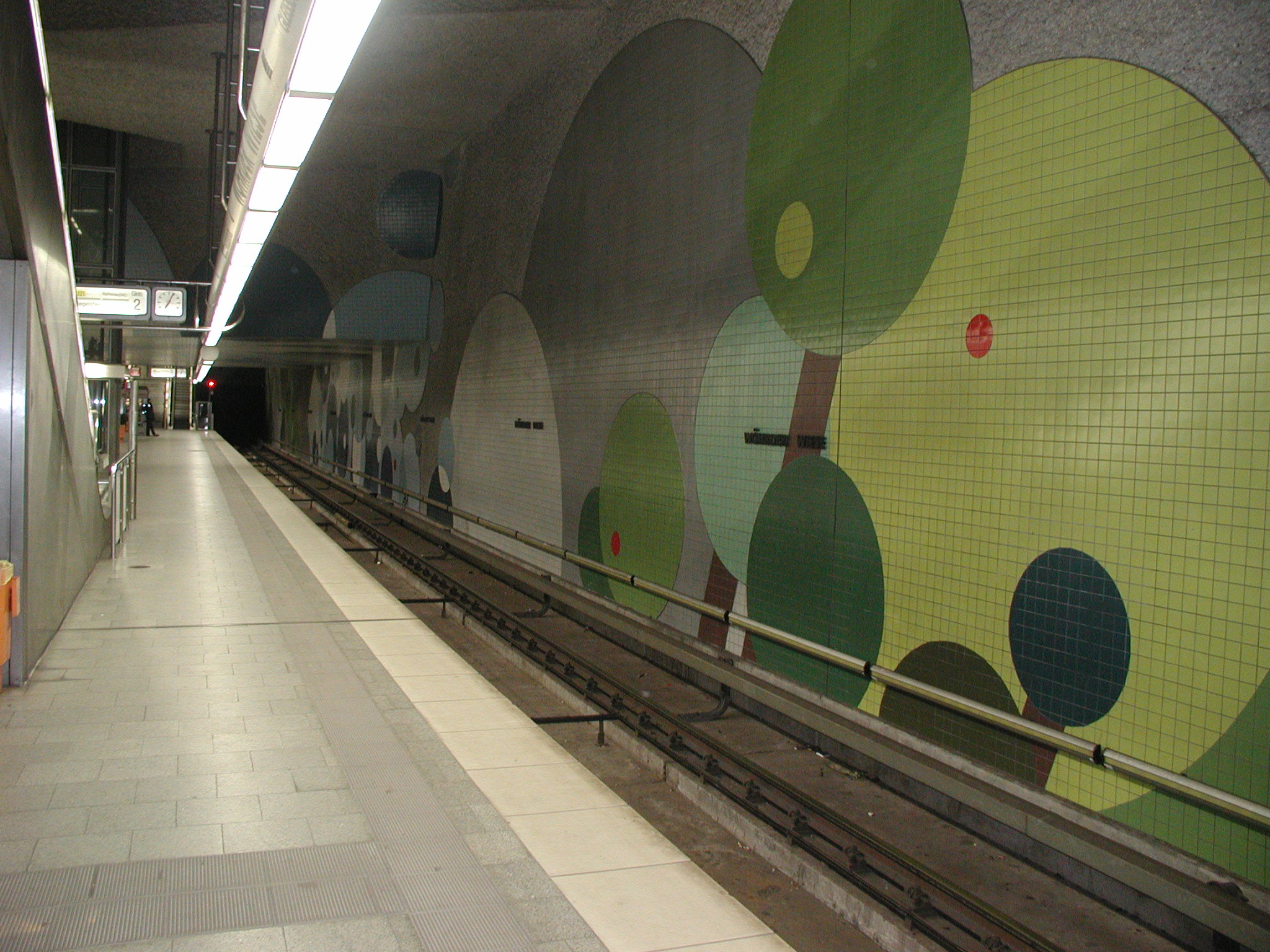
Wöhrder Wiese (1990)
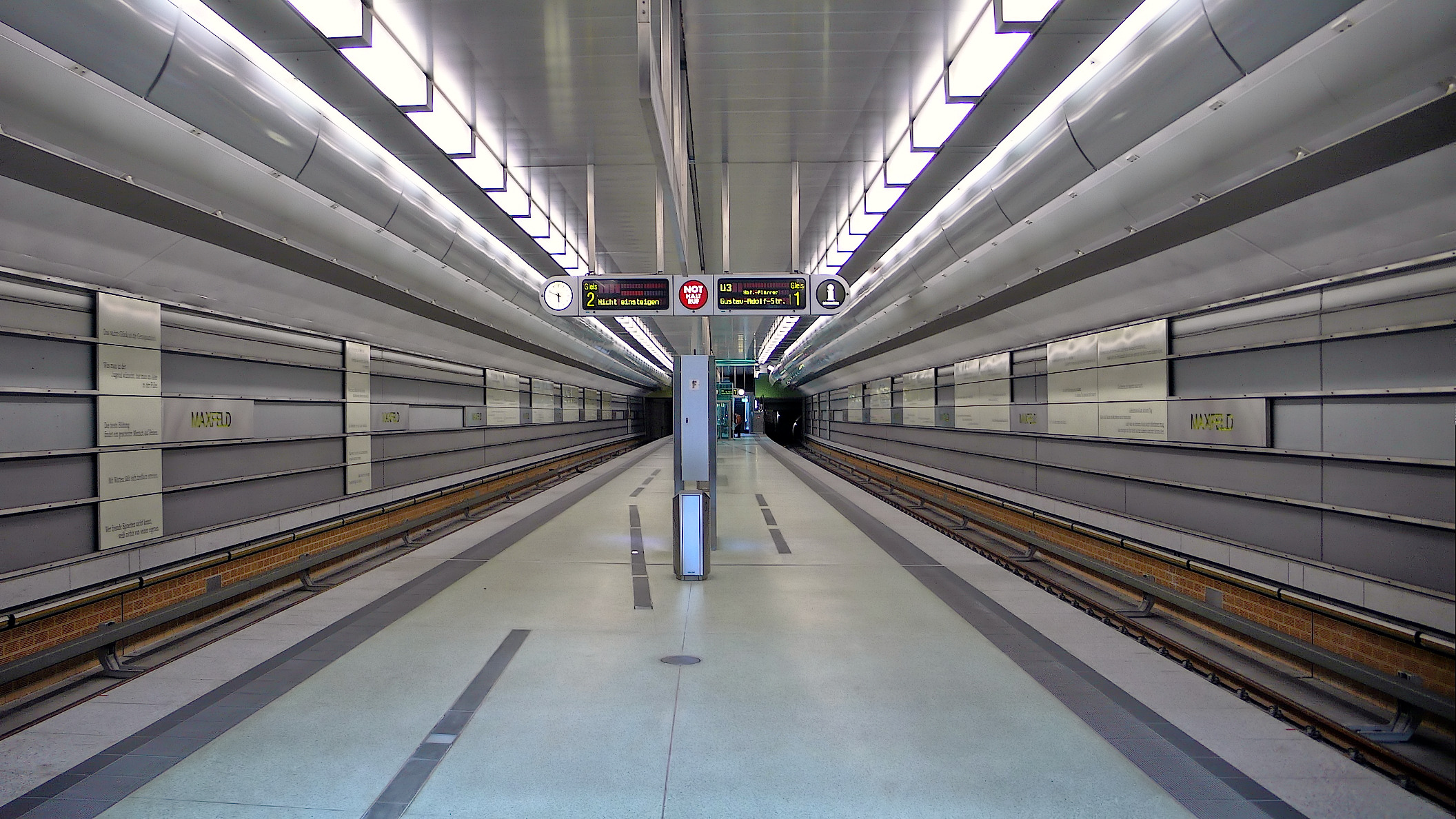
Maxfeld (2008)

Material Rodante
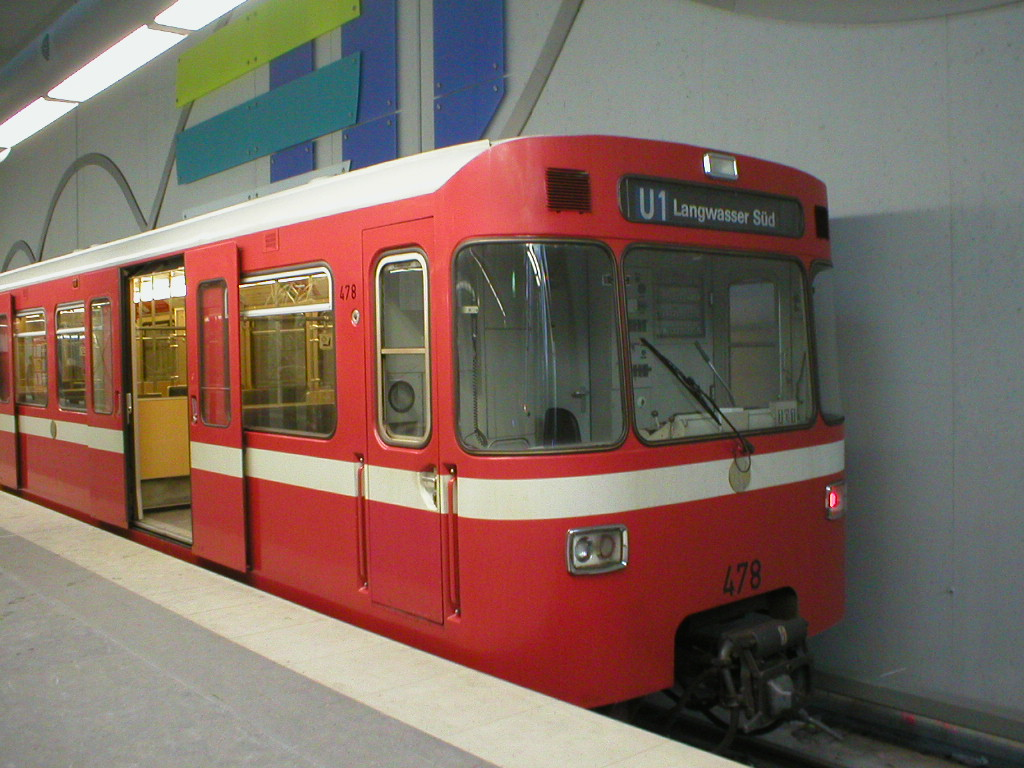
DT1
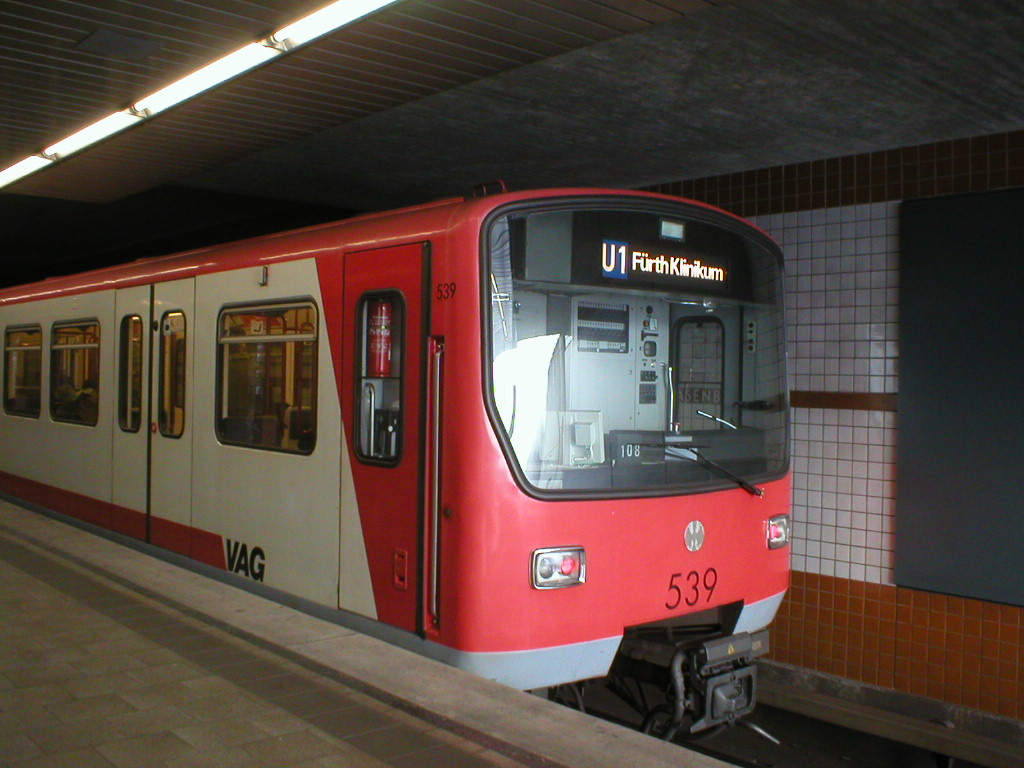
DT2
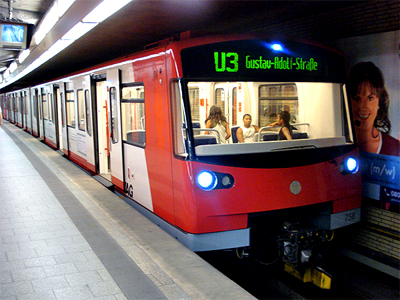
DT3
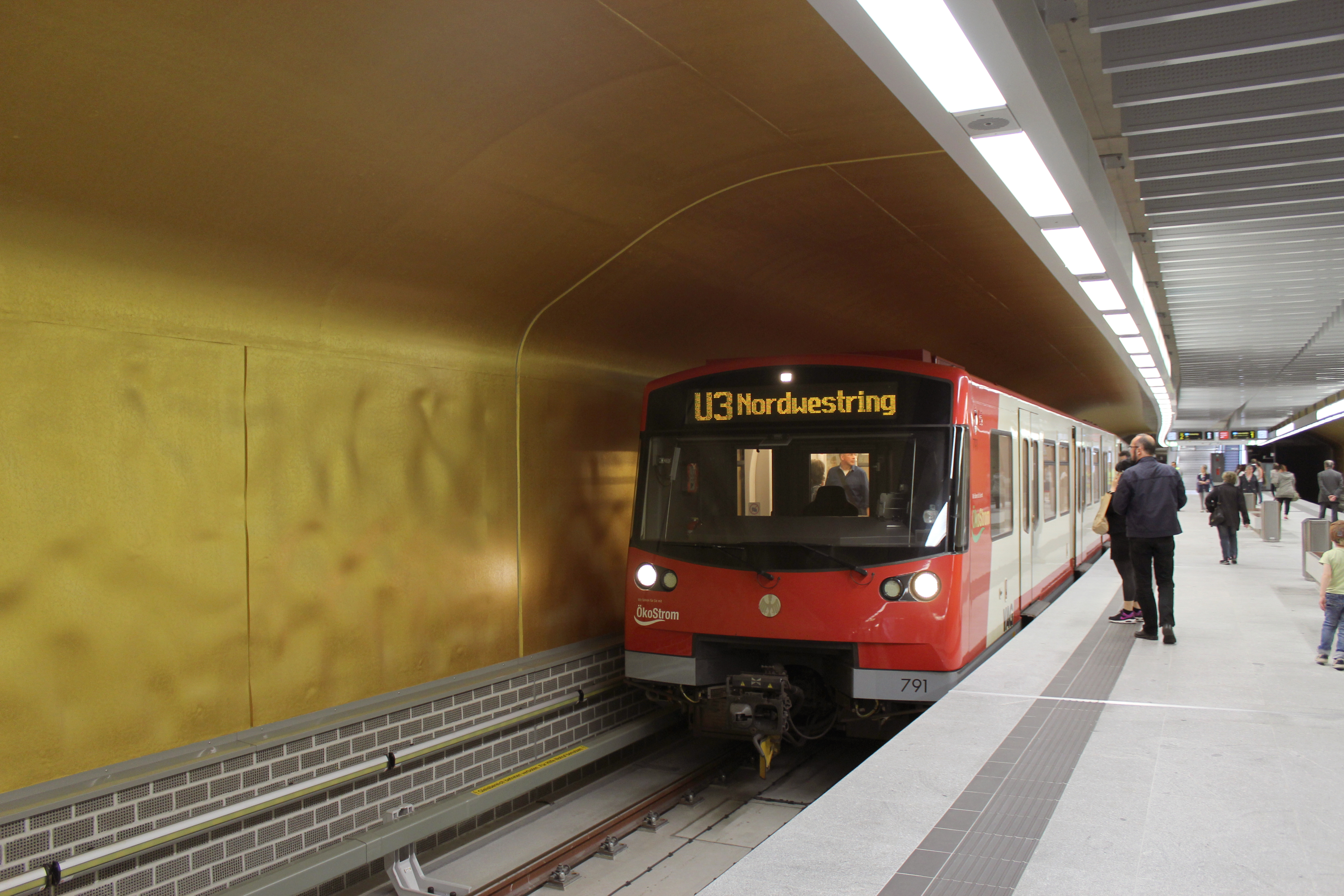
DT3F
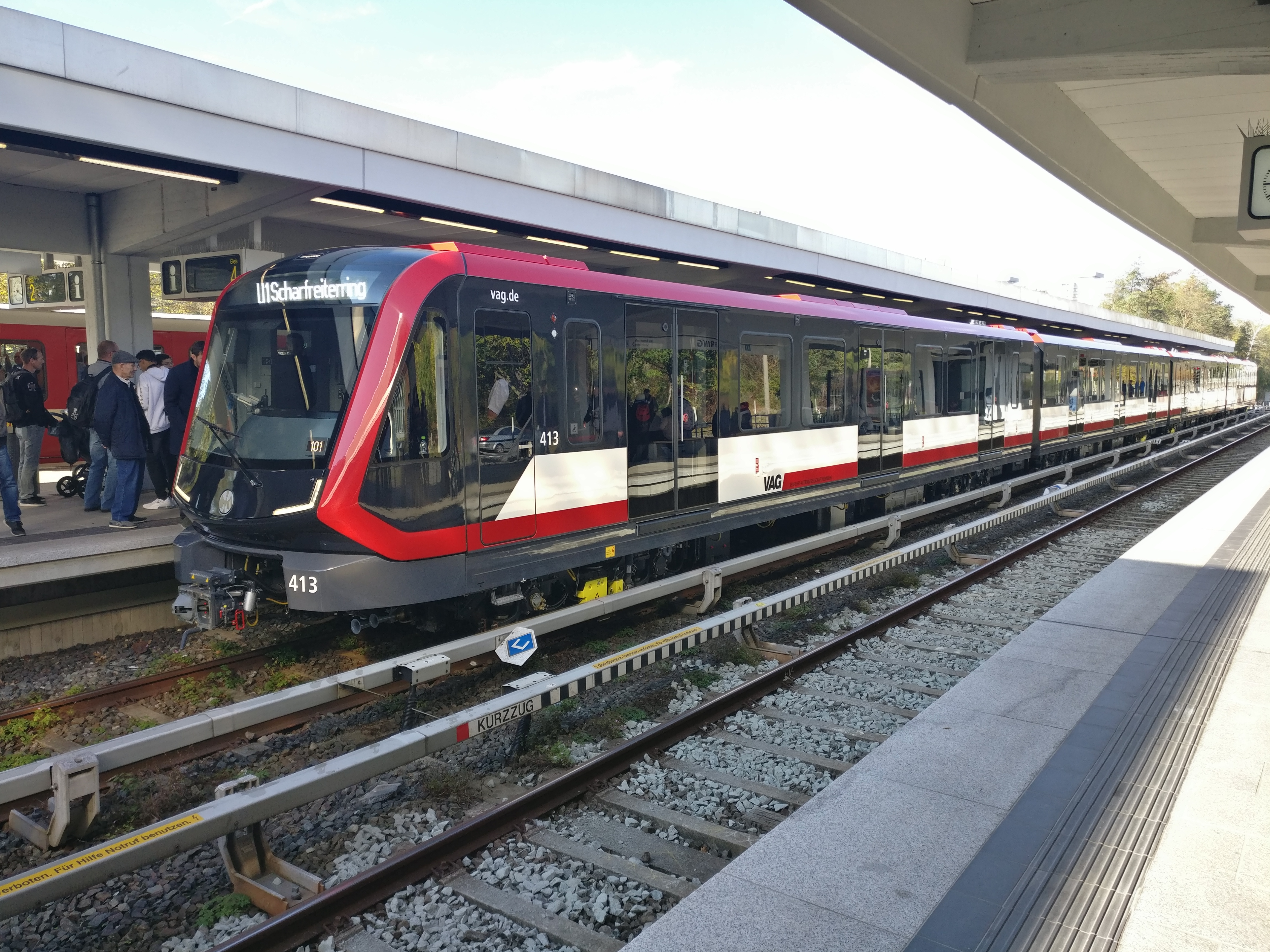
DT4